# Hans Westmar
Hans Westmar – Einer von vielen ist ein nationalsozialistischer Propagandafilm, der im Jahr 1933 in Berlin unter der Regie von Franz Wenzler gedreht wurde. Er ist antikommunistisch und antisemitisch. Als Drehbuchvorlage diente der Roman Horst Wessel. Ein deutsches Schicksal von Hanns Heinz Ewers, der auch bei Drehbuch und Regie mitwirkte.

## Handlung
Der Film stellt in enger Anlehnung an den Roman Horst Wessel von Hanns Heinz Ewers das Leben und die Ermordung von Horst Wessel in Berlin und sein Wirken für SA und NSDAP dar. Dabei werden die historischen Begebenheiten allerdings massiv verzerrt, um Wessel bzw. Westmar zu einem heroischen Märtyrer zu stilisieren: Der Corpsstudent und SA-Angehörige Hans Westmar soll im Arbeiterbezirk Berlin-Friedrichshain für die NSDAP Wähler werben, dieses obwohl die Kommunistische Partei in diesem Viertel viele Anhänger hat. Als Westmar mit seinen Bemühungen Erfolg hat, beschließen Anhänger der kommunistischen Partei, den politischen Gegner zu ermorden. Westmar wird an seiner Wohnungstür erschossen. Sein Trauerzug durch Berlin gerät zu einem Aufmarsch seiner Parteigenossen.

## Antikommunismus
Drei Typen von kommunistischen Führern werden Erwin Leiser zufolge im Film dargestellt: der das soziale Elend ausnutzende und die sowjetischen Parolen weitergebende Oberbonze, der feige und mit „jüdischen Zügen“ ausgestattete Hetzer und der Idealist (Roß), dessen geballte Faust sich in der Schlussszene, in der die SA anlässlich der „Machtergreifung“ einen Fackelzug veranstaltet, zum Hitlergruß öffnet. Wie in Hitlerjunge Quex sei auch in Hans Westmar der Kommunismus selbst ein gefährlicher Gegenspieler des Nationalsozialismus, der einzelne Kommunist aber ein möglicher Parteigenosse. Anlässlich einer kommunistischen Straßendemonstration erklärt Hans Westmar – ganz im Sinn der NS-Propaganda –, es gehe dabei um ganz Deutschland, dafür müsse Hand in Hand mit dem Arbeiter gekämpft werden; zu diesem Zeitpunkt dürfe es keine Klassen mehr geben.
Der Ton der Kommunisten im Film untereinander entspricht Leiser zufolge der nationalsozialistischen Mentalität: So spreche Bismarck in Bismarck mit demselben verächtlichen Lächeln vom „deutschen Michel“ wie der Führer der kommunistischen Führung in Hans Westmar. Außerdem sei die kommunistische Parole „Nazi verrecke“ dem nationalsozialistischen „Juda, verrecke!“ nachgebildet.

## Historischer Hintergrund
Originale SA-Stürme traten im Film auf, ebenso Juden, die gegen Honorar als Statisten mitwirkten, weiter Polizeieinheiten und studentische Corps des Berliner SC im KSCV. Berater des Films waren SA-Obersturmführer Richard Fiedler und SA-Standartenführer Hans Breuer. Möglicherweise trat auch Joseph Goebbels persönlich in der ersten Version des Films auf, die allerdings nicht erhalten ist.
Nach Hitlers Regierungsantritt am 30. Januar 1933 wurde der „Fall Horst Wessel“ multimedial benutzt, um die Ideologie des Nationalsozialismus anhand einer „heroischen“ Persönlichkeit in den Köpfen der Menschen zu verankern. Weiter sollte der SA-Terror gegen Kommunisten ideologisch legitimiert werden.

## Verbot der ersten Fassung
Der Film hieß ursprünglich wie das Buch Horst Wessel. Ein deutsches Schicksal und wurde von Joseph Goebbels sofort nach der Uraufführung im Berliner „Capitol“ am 6. Oktober 1933 (vor geladenen Gästen) verboten, da die Person von Horst Wessel gegen den Willen von Goebbels u. a. im christlichen und Zuhälter-Milieu dargestellt worden war. Die Begründung der Filmprüfstelle lautete, der Film werde „weder der Gestalt Horst Wessels noch der nat. soz. Bewegung als der Trägerin des Staates gerecht“.
Goebbels begründete dies außerdem wie folgt:

„Wir Nationalsozialisten legen an sich keinen gesteigerten Wert darauf, daß unsere SA über die Bühne oder über die Leinwand marschiert. Ihr Gebiet ist die Straße. Wenn aber jemand an die Lösung nationalsozialistischer Probleme auf künstlerischem Gebiet herangeht, dann muß er sich darüber klar sein, daß auch in diesem Falle Kunst nicht von Wollen, sondern von Können herkommt. Auch eine ostentativ zur Schau getragene nationalsozialistische Gesinnung ersetzt noch lange nicht den Mangel an wahrer Kunst. Die nationalsozialistische Regierung hat niemals verlangt, daß SA-Filme gedreht werden. Im Gegenteil: sie sieht sogar in ihrem Übermaß eine Gefahr. […] Der Nationalsozialismus bedeutet unter gar keinen Umständen einen Freibrief für künstlerisches Versagen. Im Gegenteil, je größer die Idee, die zur Gestaltung kommt, desto höhere künstlerische Ansprüche müssen daran gestellt werden.“

Der Film wurde erst nach völliger Umarbeitung unter dem Namen Hans Westmar – Einer von vielen. Ein deutsches Schicksal aus dem Jahre 1929 von der Filmzensur freigegeben. Die Premiere der neuen Fassung fand am 13. Dezember 1933 im Berliner „Capitol“ in Anwesenheit des Dirigenten Wilhelm Furtwängler statt. Diese Fassung war 5 Minuten kürzer als das Original.
Margarete Wessel, die Mutter von Horst Wessel, versuchte die Aufführung bis zuletzt zu verhindern. Noch am 2. Dezember 1933 telegrafierte sie an Hitler persönlich, er solle den Film verbieten, da er eine „Schändung“ ihres Sohnes bedeute.

## Rezeption
Der Film fand bei den nationalsozialistischen Führern, insbesondere bei Joseph Goebbels keinen Anklang. Man sah allgemein das Andenken an Horst Wessel beeinträchtigt. Der Film wurde deshalb kaum aufgeführt und damit zu einem finanziellen Desaster für Hanns Heinz Ewers und Ernst Hanfstaengl, den Geldgebern der eigens für den Film gegründeten Volksdeutschen Film GmbH.
Jules Sauerwein schrieb über die Urfassung in der Deutschen Allgemeinen Zeitung: „Einer der besten Filme die ich je sah.“
Teile des Films werden wegen ihres authentischen Charakters heute oft in Dokumentationen verwendet. Der Film wurde 1945 von der Alliierten Kontrollkommission verboten. Von 1966 bis 1994 behauptete die Friedrich-Wilhelm-Murnau-Stiftung zu Unrecht, als Rechtsnachfolgerin der Ufa Inhaberin der Rechte an dem Film zu sein. Seine öffentliche Aufführung ist seitdem nur mit der Genehmigung des Bundesarchiv/Filmarchiv eingeschränkt möglich – einem Vorbehaltsfilm entsprechend. Die heute erhaltene Version ist acht Minuten kürzer als die nicht erhaltene Originalfassung.